# Bartholomäus Sarburgh

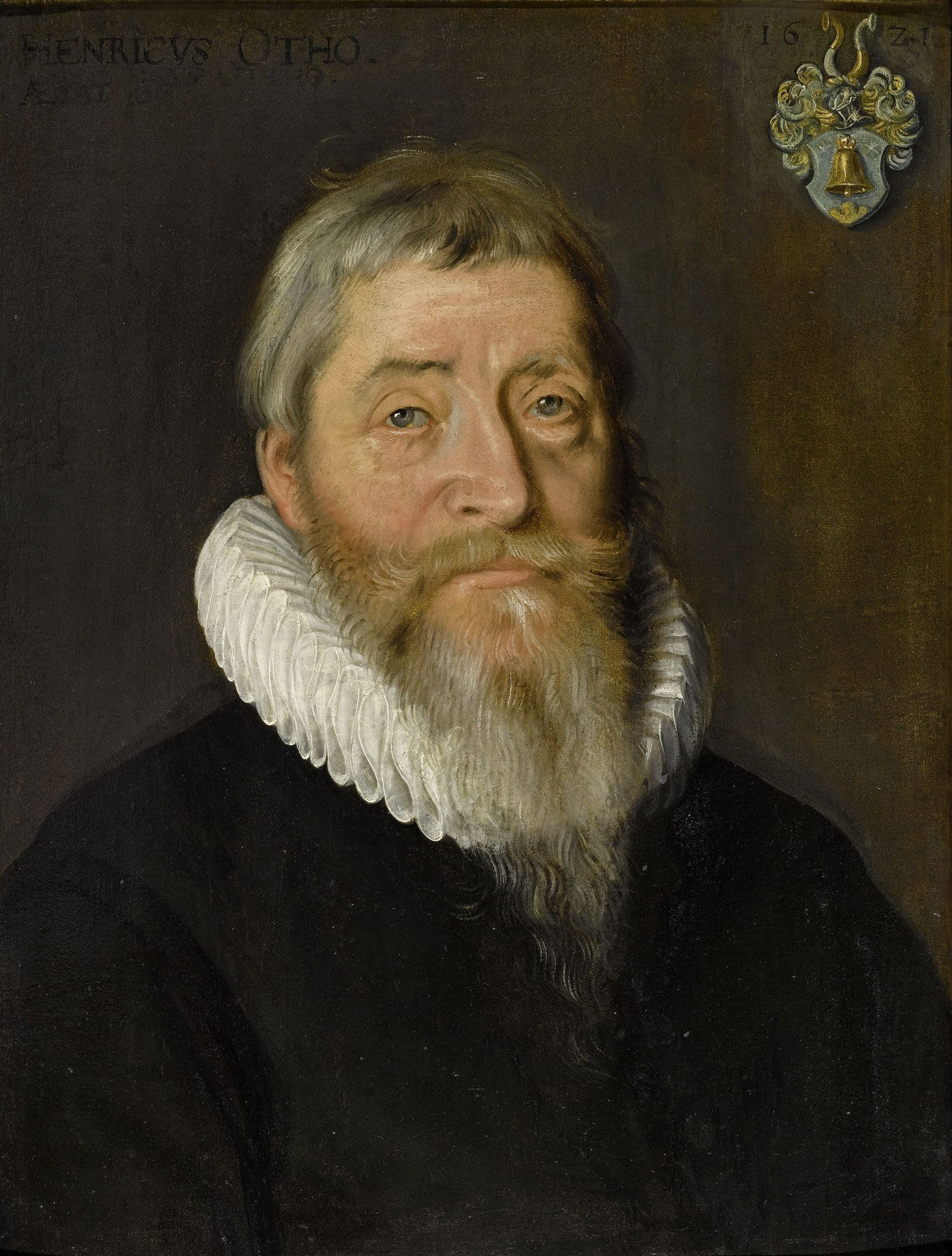
Heinrich Otth d. Ä., Bildnis von Bartholomäus Sarburgh (1621)

Bartholomäus Sarburgh (* um 1590 in Trier; †  nach 1637) war ein deutscher Maler.

## Leben und Werk
Sarburgh hat sich möglicherweise in Den Haag bei Jan Anthoniszoon van Ravesteyn ausbilden lassen. Von 1620 bis 1623 ist er mit zahlreichen Werken als Porträtmaler in Bern dokumentiert. 1631 hielt er sich in Köln auf und ab 1632 ist er als Hofmaler in Den Haag belegt. 
Um 1637 kopierte er für den hugenottischen Kunsthändler Christoph Le Blon die Darmstädter Madonna Hans Holbeins, was dann im 19. Jahrhundert zum Dresdner Holbeinstreit führen sollte, der als Paradigmenwechsel in der Kunstgeschichte als Disziplin gilt.   
Werke von seiner Hand befinden sich heute im Historischen Museum Basel, im Historischen Museum Bern, im Schloss Jegenstorf sowie im Schloss Oberhofen und Schloss La Sarraz (Kanton Waadt).